# Lanjarón
Lanjarón est une commune de la communauté autonome d'Andalousie, dans la province de Grenade, en Espagne.

## Géographie

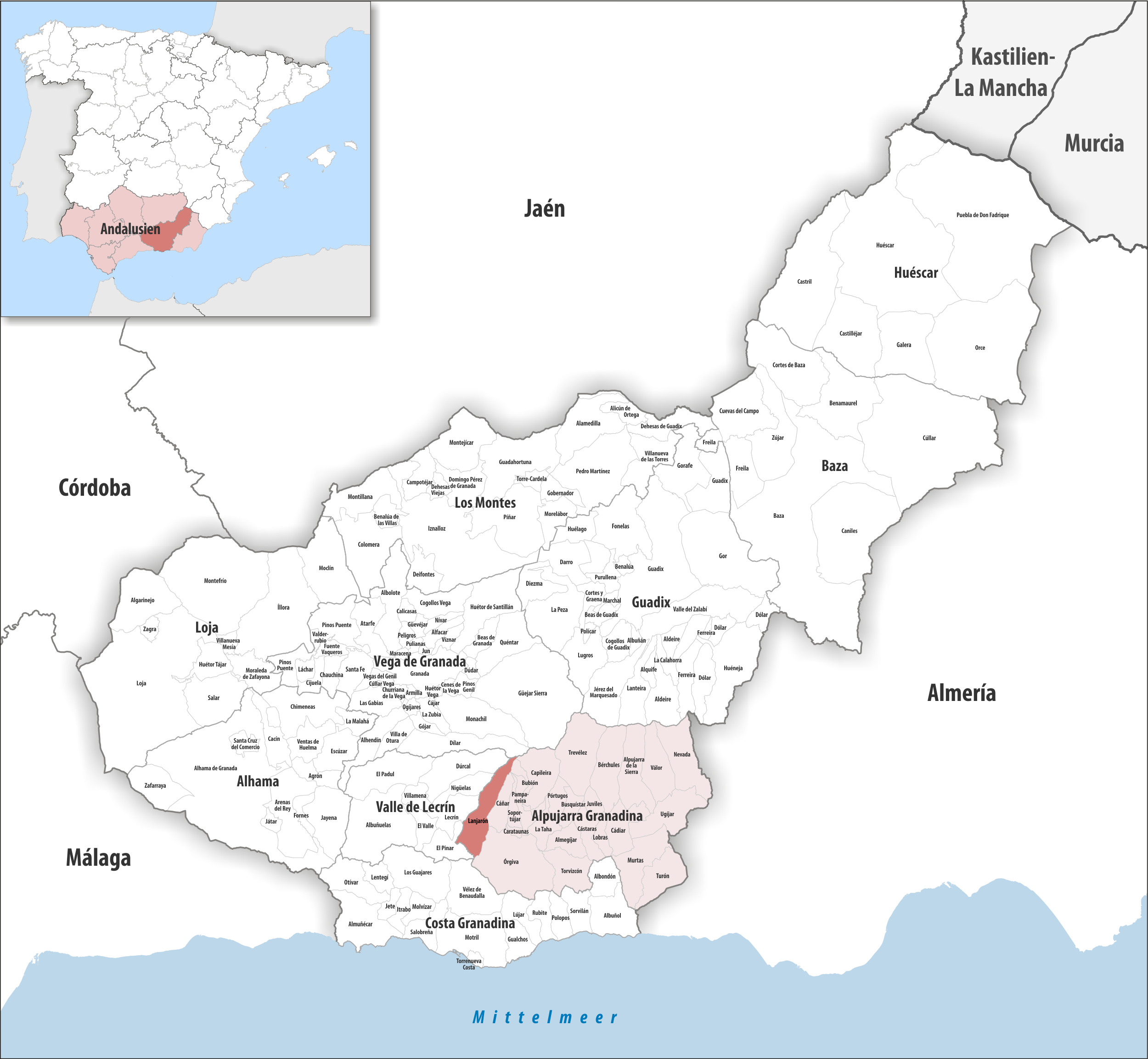
Lanjarón dans la comarque Alpujarra grenadine, province de Grenade / en Andalousie

### Localisation
La commune de Lanjarón se trouve dans le sud de l'Espagne, dans la partie sud de la province de Grenade et à la pointe ouest de la comarque Alpujarra grenadine.
Motril, le port le plus proche, est à 33 km sud ;
Grenade est à 45 km nord-nord-ouest ;
Madrid à 460 km nord ;
Gibraltar à 256 km ouest-sud-ouest (distances par route).

### Communes voisines
Lanjarón jouxte Vélez de Benaudalla au sud seulement par un quadripoint au milieu du réservoir de Rules. Mais cinq communes se rencontrent (quintipoint) au Pico Tajo Alto de los Machos (3 086 m d'altitude) :
Lanjarón, Bubión, Pampaneira, Soportújar et Cáñar. Ce serait l'endroit dans la sierra Nevada où se rencontrent le plus de communes.

### Généralités
La commune s'étire sur un axe nord-sud et à peu près toute sa partie nord est dans le parc national de la sierra Nevada.
Plusieurs refuges de montagne se trouvent dans la partie nord de la commune, mais la petite ville de Lanjarón est la seule agglomération de la commune.
La ville de Lanjarón s'étire aussi, mas sur un axe est-ouest et plus ou moins en parallèle avec le cours d'eau éponyme.

### Hydrographie
Au sud, elle inclut une bonne partie de la rive nord du réservoir de Rules (es) : celle de toute la branche nord-ouest du réservoir (formée par la rivière Ízbor, et plus de 1/4 de celle de la branche Est (formée par le fleuve Guadalfeo).
Le cours d'eau du Lanjarón (es) est un affluent de l'Ízbor et sous-affluent du fleuve Guadalfeo. Il prend source dans la pointe nord de la commune, c'est-à-dire dans la sierra Nevada, et descend vers le sud, traversant tout le territoire communal. Il conflue avec l'Ízbor au début de la branche nord-ouest du réservoir de Rules (es). Le dénivelé de son parcours est parmi les plus élevés en Europe, ce qui est un indicateur de la diversité des écosystèmes qu'il rencontre – et alimente. De plus il a été mis à contribution pour le maintien de la présence humaine avec un dense réseau de chenaux, seguias (acequias) et autres ouvrages qui de nos jours manquent d'entretien faute d'habitants.

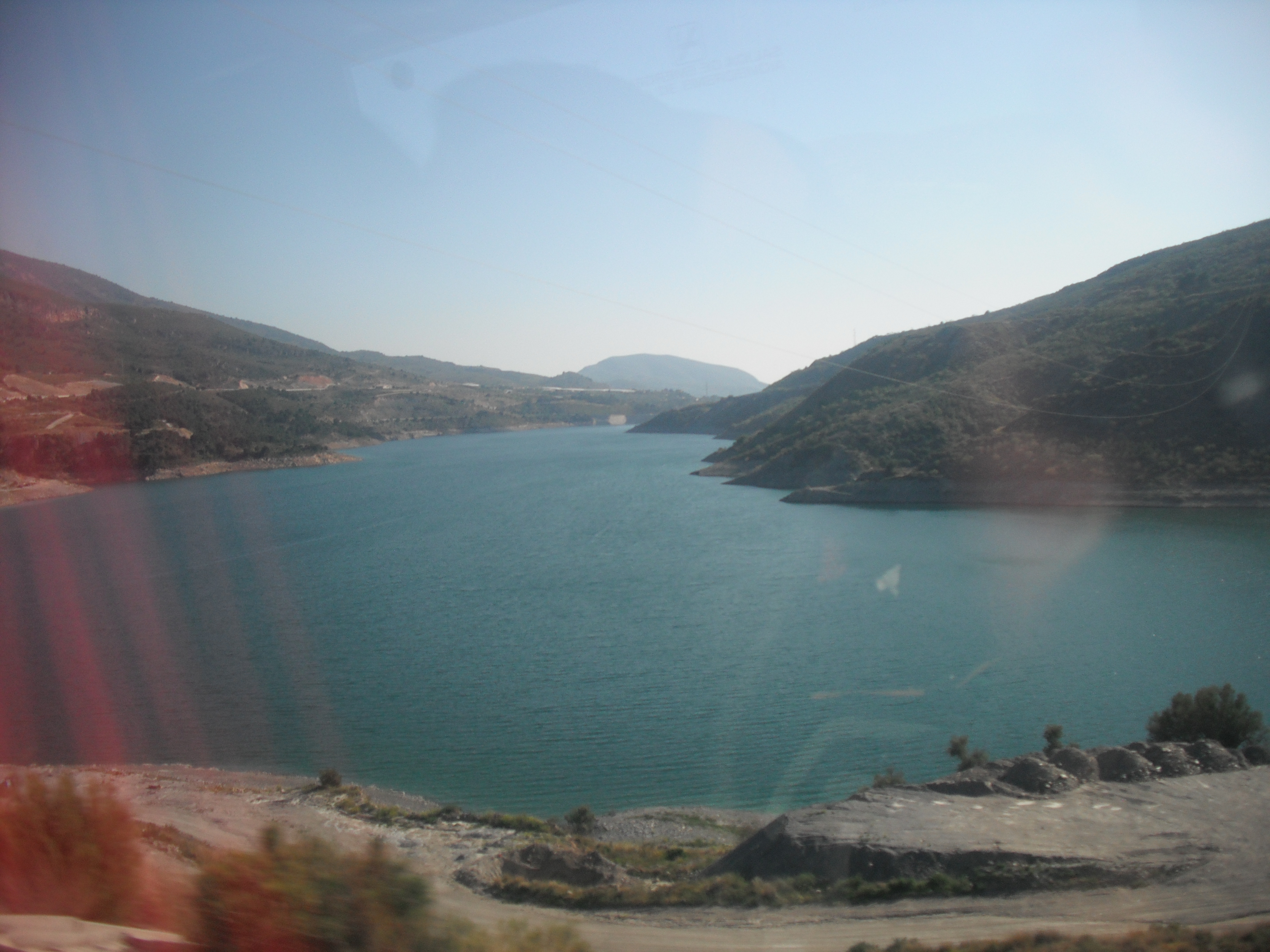
Réservoir de Rules (es), branche sud-ouest vue depuis Lanjarón
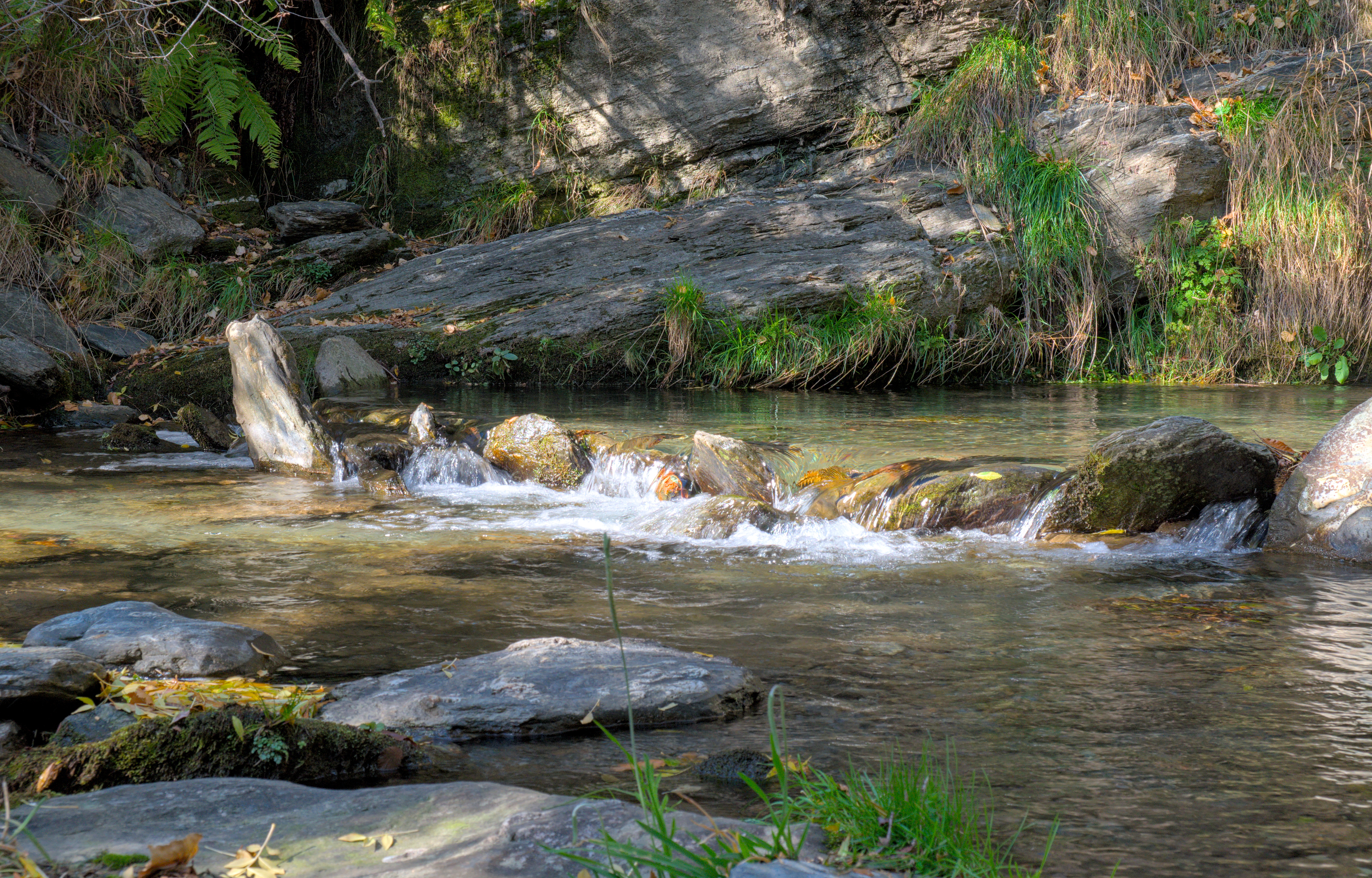
Le Lanjarón (es) sur la commune

## Administration
| Période                                  | Période | Identité | Étiquette | Qualité |
| ---------------------------------------- | ------- | -------- | --------- | ------- |
| N/A                                      | N/A     | N/A      | N/A       | Maire   |
| Les données manquantes sont à compléter. |         |          |           |         |

## Économie
Il y a une usine de mise en bouteille de l'eau de Lanjarón à l'ouest de la ville. Elle est commercialisée sous le nom « Lanjarón (es) »,,.

## Lieux et monuments

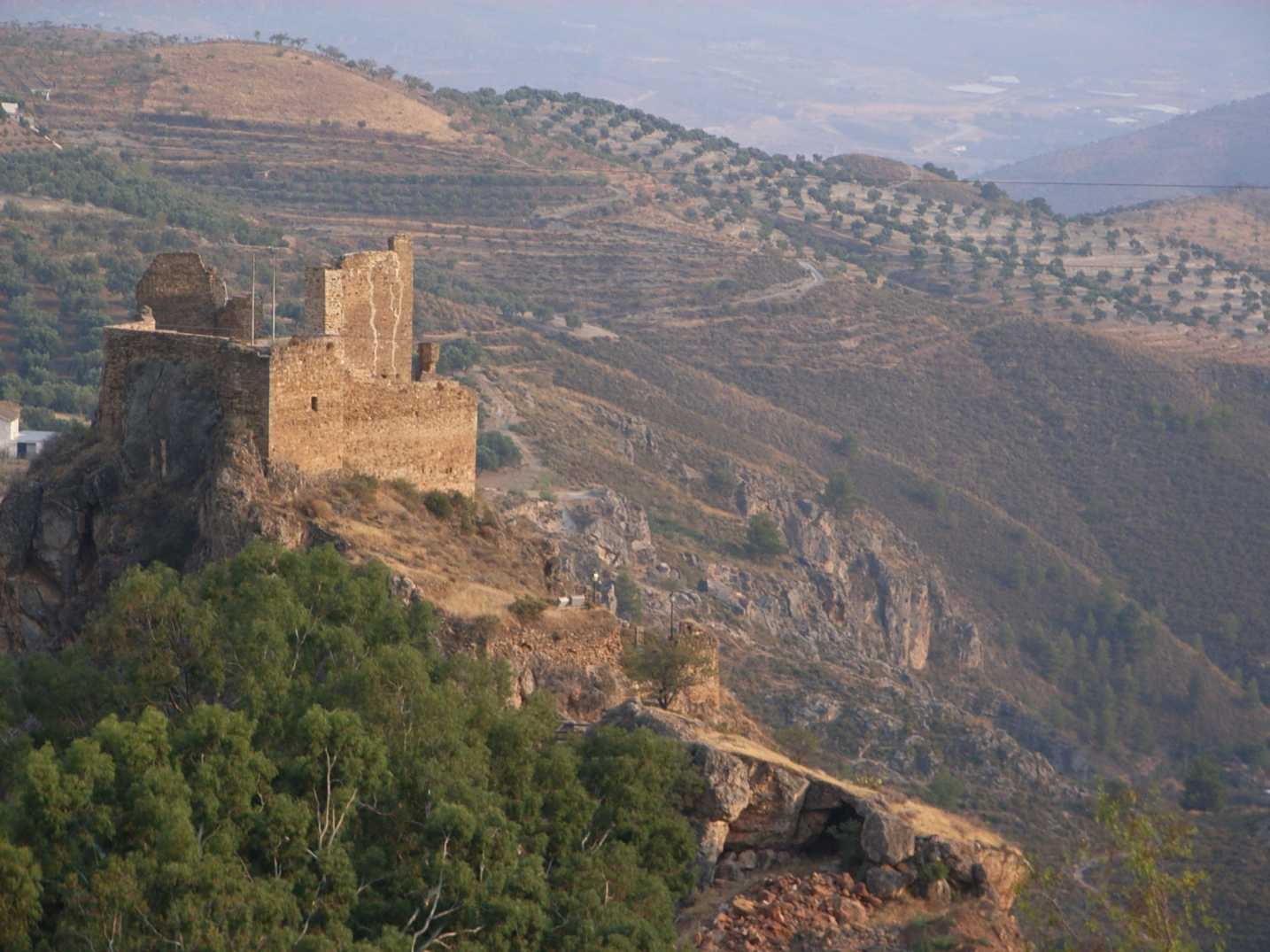
Château de Lanjarón (es)
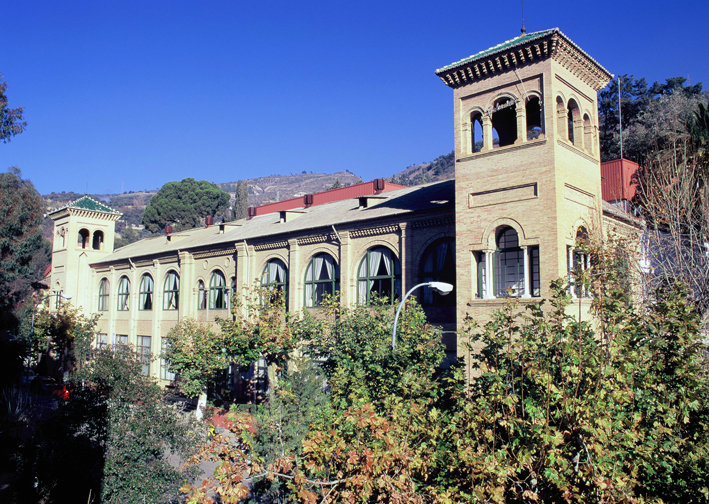
Les thermes de Lanjarón (es)
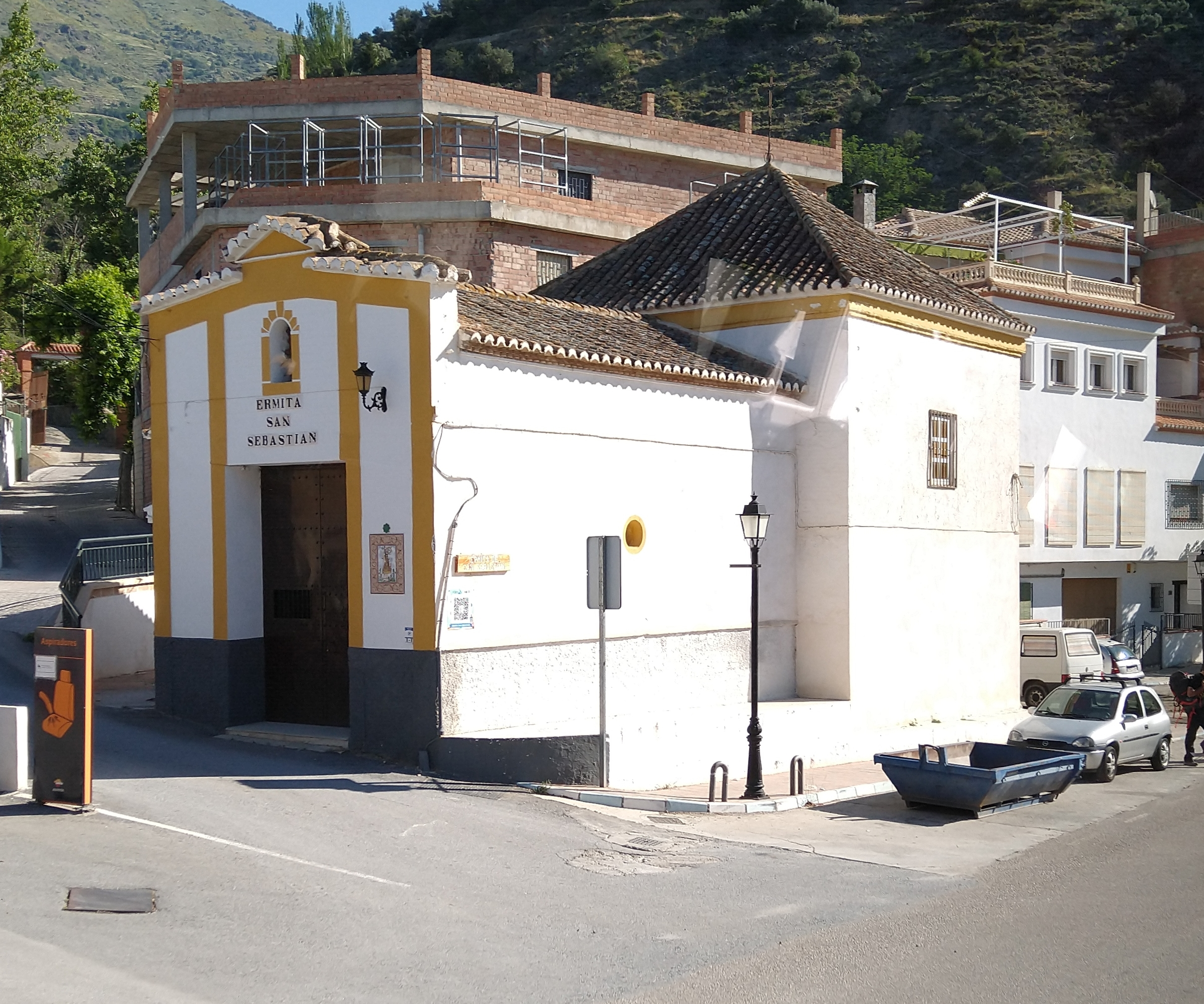
Église Saint-Sébastien
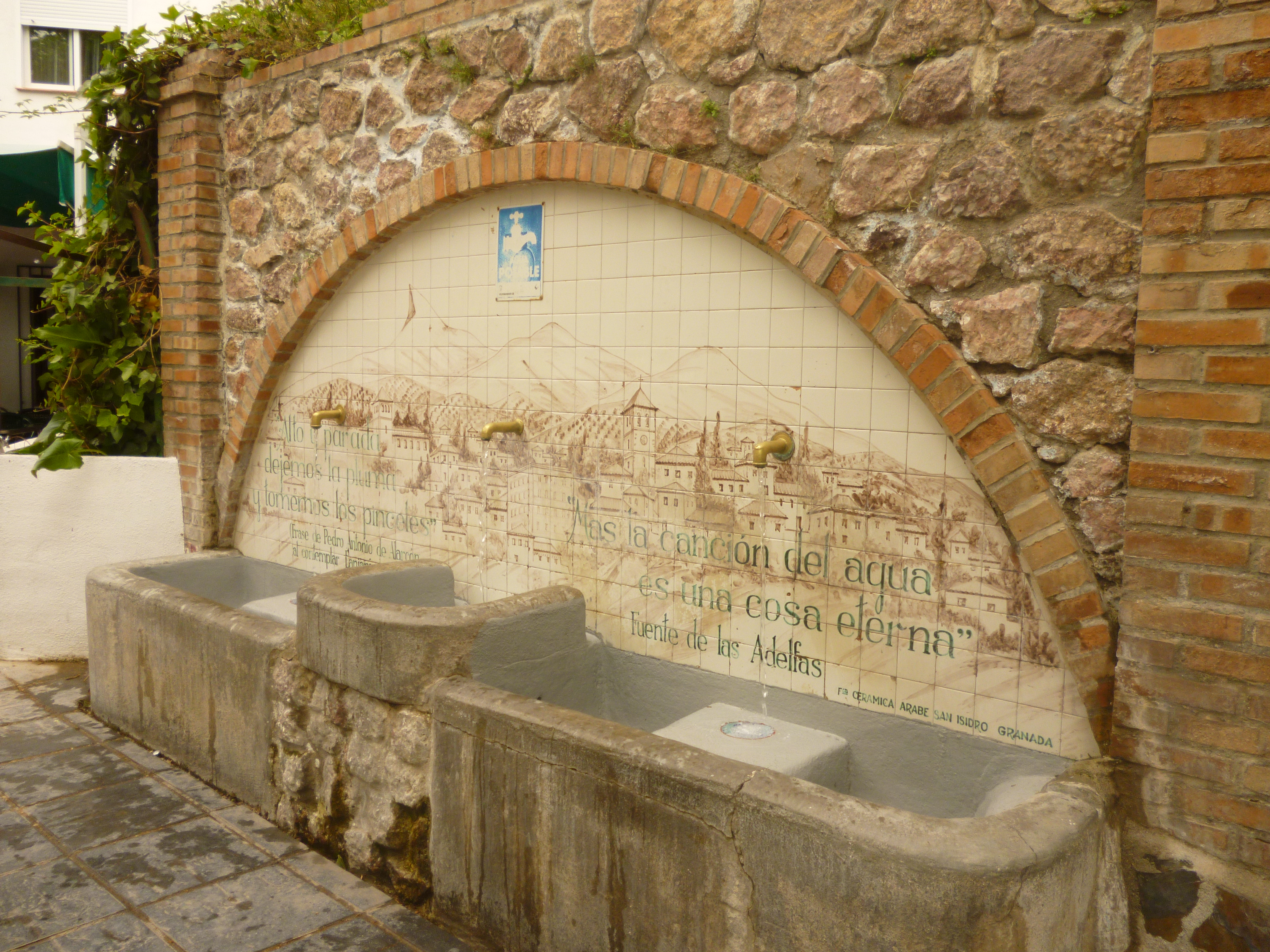
Fontaine des Adelfas, une des nombreuses fontaines de la ville
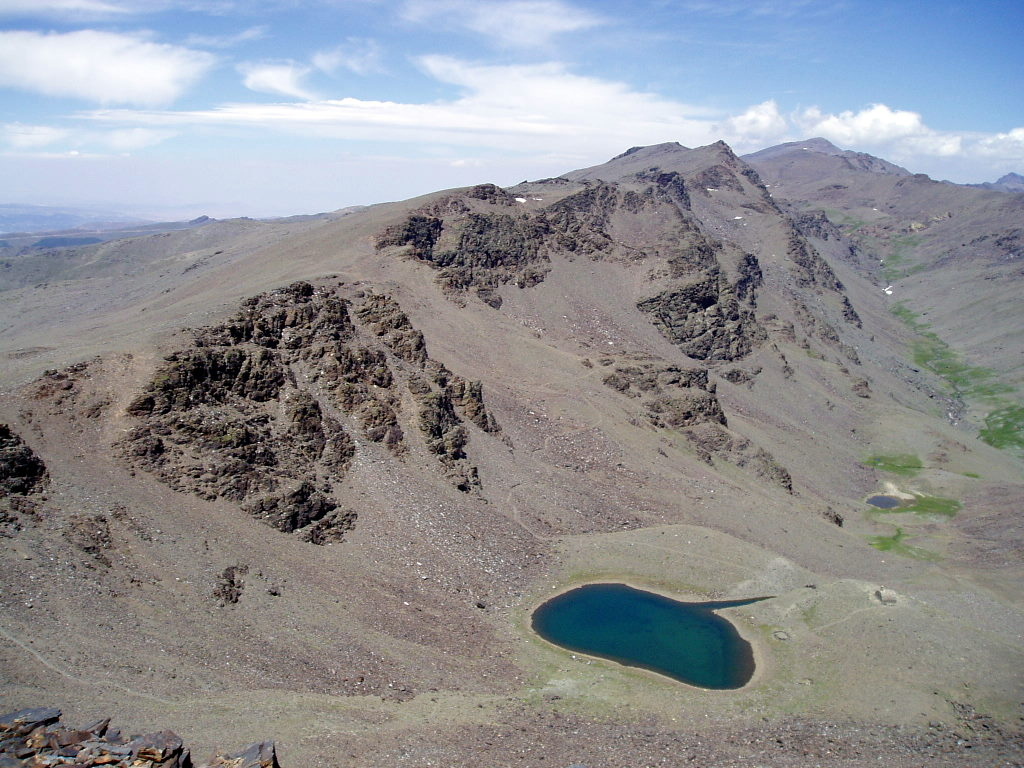
Étang du Caballo et le refuge vus depuis le cerro del Caballo (es)